# La teoria svedese dell'amore
La teoria svedese dell'amore (The Swedish Theory of Love) è un film documentario del 2015 diretto da Erik Gandini.

## Trama
Voce narrante: 
Nel 1972, in un manifesto del partito socialdemocratico allora guidato dal primo ministro Olof Palme, veniva prefigurata la famiglia del futuro in un sistema socioassistenziale perfettamente organizzato il cui fine è dare a ciascuno una vita totalmente autonoma.
Negli anni a seguire fu dunque perseguito tale obiettivo per rendere indipendente ogni individuo.
La teoria svedese dell'amore dice che ogni rapporto umano autentico, libero da condizionamenti materiali e psicologici, si deve basare sulla sostanziale indipendenza delle persone.
In Svezia i bambini e gli adolescenti fino alla maggiore età hanno molti diritti e molta tutela sociale, le coppie vivono volontariamente e senza obblighi la loro relazione, gli anziani non dipendono più dalla generosità dei figli che, ormai adulti, lavorano per sé stessi. Molte persone, la metà della popolazione, vivono da sole e, un quarto, muoiono da sole.
Molte donne scelgono di vivere da single e tante ricorrono all'inseminazione artificiale per avere un figlio, anche facendosi inviare a domicilio da una banca del seme un kit contenente lo sperma di un anonimo donatore scelto su internet.
Molti anziani muoiono dimenticati da tutti, in anonime residenze in cui ognuno è chiuso nel suo piccolo alloggio. Per le persone che muoiono senza che nessuno se ne accorga e di cui nessuno si preoccupa, esiste un'apposita agenzia governativa che investiga sulle circostanze e cerca i parenti prossimi, ma, a volte, risulta difficile contattarli o impossibile rintracciarli.
Lars Trägårdh, docente universitario di storia comparata, colloca la Svezia nel punto più alto e più avanzato di una scala di valori e spiega che nei paesi poveri ci si preoccupa di sopravvivere, mentre nei paesi ricchi ci si può permettere di realizzare la propria persona.
Da fuori la Svezia sembra una terra promessa, un luogo perfetto, una meta d'arrivo. Sono infatti in aumento i rifugiati extracomunitari che giungono in Svezia cercando una vita migliore.
Nhela Ali, siriana, insegnante per i rifugiati, incontra le famiglie degli emigrati con il compito di assistere i nuovi arrivati ed aiutarli a conoscere le prime nozioni della lingua e il sistema di valori della nazione che li ospita. Manca tuttavia il contatto con la popolazione locale che preferisce mantenere le distanze, non per razzismo, ma per il diffuso individualismo.
Di fronte ai casi di suicidio ci si chiede come si possa essere infelici in mezzo a tanta abbondanza. Gli aiuti vengono attraverso i canali istituzionali, senza che si possa trovare conforto in un altro essere umano.
Alcuni gruppi di giovani organizzano campeggi nei boschi per fare esperienze alternative di vita in comune, prendersi cura gli uni degli altri, relazionarsi e stare in contatto fisico tra persone e con la natura, all'aria aperta.

Il dottor Erik Erichsen, chirurgo, ha lasciato la Svezia dopo trent'anni di carriera per trasferirsi in una remota regione dell'Etiopia e lavorare in un ospedale dotato di pochi mezzi. Nella totale mancanza di risorse, opera un uomo trapassato da una lancia e altri traumatizzati usando strumenti semplici di facile reperibilità, ma senza l'oppressione della burocrazia e dice: 

Il novantenne filosofo e sociologo polacco Zygmunt Bauman, infine, riflette sulle contraddizioni di un sistema ad alta protezione sociale e afferma: 

## Distribuzione
In Svezia il film è stato presentato allo Stockholm International Film Festival, il 15 novembre 2015 ed è uscito nelle sale nel gennaio 2016.
In Italia l'uscita è programmata per il 22 settembre 2016. Una versione ridotta del documentario è stata trasmessa da Rai3 il 27 luglio 2016 in seconda serata.